# Pygophora mariana
Pygophora mariana är en tvåvingeart som beskrevs av John Otterbein Snyder 1965. Pygophora mariana ingår i släktet Pygophora och familjen husflugor. Inga underarter finns listade i Catalogue of Life.